# 吉住健一
吉住健一（日语：／ Yoshizumi Ken'ichi，1972年4月22日—），日本政治人物，現任東京都新宿区區长。

## 生平
吉住生于東京都新宿區大久保，依次毕业于新宿区立大久保小学、新宿区立富山中学（现新宿区立西早稻田中学）、东京都立广尾高中与日本大学法学部，曾任日本大学法学部雄辩会秘书长；大学毕业后，曾与谢野馨的事务所担任秘书。
2003年，首次当选为新宿区议会议员。
2009年東京都議會議員選舉中，自民党在新宿区选区支持了秋田一郎和吉住两位议员，吉住以第四高的票数击败秋田，初次当选，并于2013年再次当选都议员。
2014年11月9日的新宿区长选举中，吉住击败日本共產黨推荐的律师松江岸，首次当选，同月24日宣告就任。他是历史上首位新宿区出身的新宿区长。
在自民党和公明党推荐下，吉住参加了2018年11月11日举行的新宿区长选举，击败了日本共产党、立宪民主党、自由党、社会民主党、新社会党与绿党支持的野泽哲夫，再度当选  。
2022年新宿区长选举中，获得自民党和公明党提名的吉住击败前新宿区议员依田花蓮，取得第三任期。

## 脚注
1. ↑  『全国歴代知事・市長総覧』日外アソシエーツ、2022年、136頁。
2. ↑  . 新宿区長 吉住健一 公式ホームページ. （原始内容存档于2023-10-23） （日语）.
3. ↑  . 選挙ドットコム.   [2023-10-28]. （原始内容存档于2022-11-07） （日语）.
4. ↑  . 政治山.   [2023-10-28]. （原始内容存档于2023-10-23） （日语）.
5. ↑  . 东京都选举委员会事务局. 2023-05-02  [2023-10-28]. （原始内容存档于2023-05-30） （日语）.
6. ↑  INC, SANKEI DIGITAL. . 产经新闻. 2018-11-11  [2019-04-21]. （原始内容存档于2023-10-23） （日语）.
7. ↑  . 日本共産党東京都委員会. 2018-11-13  [2022-11-04]. （原始内容存档于2023-07-05）.
8. ↑  . 読売新聞. 2022-11-13  [2022-11-14]. （原始内容存档于2022-11-25） （日语）.
9. ↑  . 東京新聞. 2022-11-13  [2022-11-14]. （原始内容存档于2022-11-24） （日语）.
10. ↑  . 産経新聞. 2022-11-13  [2022-11-14]. （原始内容存档于2022-11-15） （日语）.